# Milanów (Parczew)
Pour les articles homonymes, voir Milanów.
Milanów (prononciation [miˈlanuf]) est un village de la gmina de Milanów du powiat de Parczew dans la voïvodie de Lublin, situé dans l'est de la Pologne.
Le village est le siège administratif (chef-lieu) de la gmina appelée gmina de Milanów.
Il se situe à environ 8 kilomètres au nord de Parczew (siège du powiat) et 55 kilomètres au nord-est de Lublin (capitale de la voïvodie).
Le village comptait une population de 1 105 habitants en 2008.

## Histoire
De 1975 à 1998, le village est attaché administrativement à l'ancienne Voïvodie de Biała Podlaska.

Depuis 1999, il fait partie de la nouvelle voïvodie de Lublin.